# Estequiometria

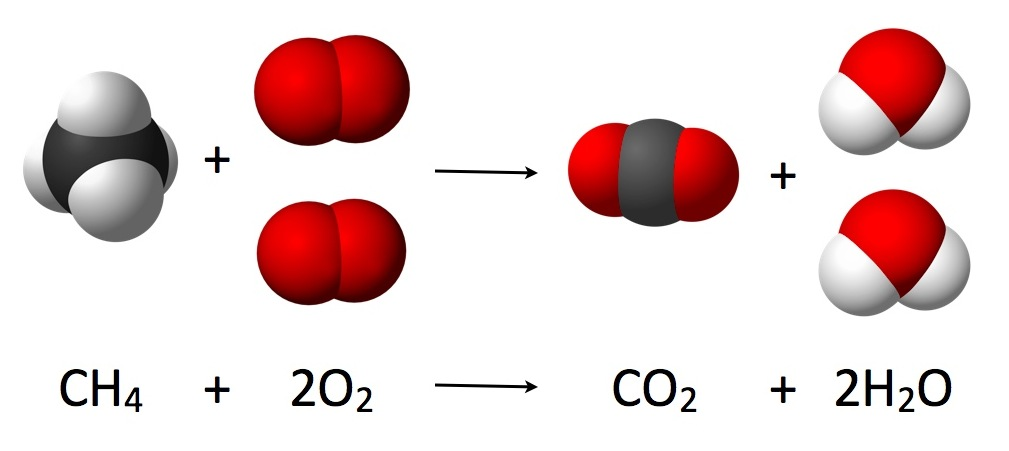
Representacions de la reacció de combustió del metà. L'equació química es pot llegir com: (1) Una molècula de metà reacciona amb dues molècules d'oxigen i donen una molècula de diòxid de carboni i dues d'aigua. (2) Un mol de metà reacciona amb dos mols d'oxigen i donen un mol de diòxid de carboni i dos d'aigua. (3) Un litre de metà reacciona amb dos litres d'oxigen i donen un litre de diòxid de carboni i dos d'aigua. En aquest cas totes les espècies químiques han de ser gasos.

L'estequiometria és la branca de la química que estudia les relacions numèriques d'acord amb les quals les substàncies químiques, a través d'una reacció química, es transformen en unes altres substàncies químiques. L'equació estequiomètrica general és:
{\displaystyle {\ce {{\mathit {a}}A\ +{\mathit {b}}B\ +\ldots ->\ldots +{\mathit {y}}Y\ +{\mathit {z}}Z}}}
on {\displaystyle a,b,y} i {\displaystyle z} són nombres enters, anomenats nombres o coeficients estequiomètrics; {\displaystyle {\ce {A}}} i {\displaystyle {\ce {B}}} són elements químics, composts o ions que reaccionen (reactius químics); i {\displaystyle {\ce {Y}}} i {\displaystyle {\ce {Z}}} són els productes de la reacció (elements, composts o ions). Si {\displaystyle {\ce {A, B, Y}}} i {\displaystyle {\ce {Z}}} són composts han de ser del tipus daltònid, això és, un compost químic que té una composició constant. Els berthòl·lids, també anomenats composts no estequiomètrics, presenten una composició variable dins d'uns certs límits, i les seves reaccions químiques no es poden representar amb equacions químiques.
L'equació estequiomètrica proporciona la informació que:
- {\displaystyle a} mols del reactiu A reaccionen amb {\displaystyle b} mols del reactiu B per produir {\displaystyle y} mols del producte de reacció Y i {\displaystyle z} mols del producte Z.[1]
- Si els reactius i productes estan constituïts per àtoms lliures, molècules o ions lliures, també es pot interpretar com que {\displaystyle a} àtoms, molècules o ions del reactiu A reaccionen amb {\displaystyle b} àtoms, molècules o ions del reactiu B per produir {\displaystyle y} àtoms, molècules o ions del producte de reacció Y i {\displaystyle z} àtoms, molècules o ions del producte Z. No és aplicable per a composts iònics on els ions no són lliures, ni per metalls, on tampoc n'hi ha.[2]
- Si productes i reactius es troben en estat gasós a la mateixa temperatura i pressió, l'equació es pot interpretar com que {\displaystyle a} volums del reactiu A reacciona amb {\displaystyle b} volums del reactiu B per produir {\displaystyle y} volums del producte de reacció Y i {\displaystyle z} volums del producte Z.[2]

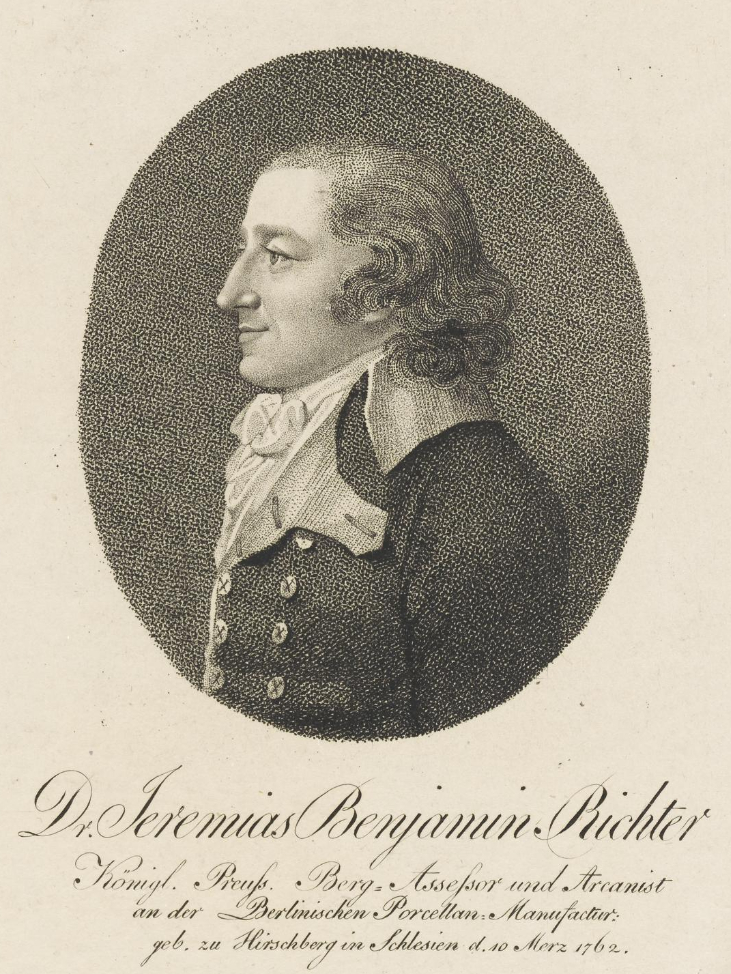
Jeremias Benjamin Richter.

L'estequiometria d'una reacció pot ser desconeguda o pot ser molt complexa. Per exemple, la descomposició tèrmica de l'acetaldehid produeix principalment metà i monòxid de carboni, però també una varietat de productes menors com l'età, l'acetona i el diacetil. L'equació estequiomètrica {\textstyle {\ce {CH3CHO -> CH4 + CO}}} és, per tant, només una aproximació. Fins i tot quan l'estequiometria global d'una reacció està ben definida, pot dependre del temps, ja que varia durant el transcurs d'una reacció. Així, si es produeix una reacció pel mecanisme A→X→Y, i X es forma en quantitats substancials durant el procés, la relació entre les quantitats de A, X i Y variarà amb el temps, i cap equació estequiomètrica pot representar la reacció en tot moment.
El primer que enuncià els principis de l'estequiometria fou el químic prussià Jeremias Benjamin Richter (1762-1807), el 1792. La definí de la següent manera: «L'estequiometria és la ciència que amida les proporcions quantitatives o relacions de massa en la qual els elements químics estan implicats».
El mot «estequiometria» prové de l'alemany Stöchiometrie, i aquest dels grecs στοιχεῖον stoicheîon ‘element’ i —metrie ‘—metria’, de l'arrel μέτρον métron ‘mesura’.

## Principis

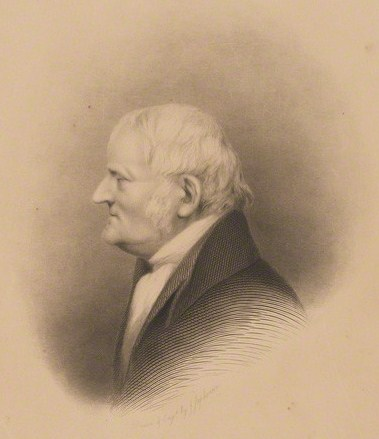
John Dalton.

Els càlculs estequiomètrics es basen en: 
- La llei de conservació de la massa, o llei de Lavoisier, segons la qual la massa dels productes d'una reacció química és igual a la massa dels reactius de la reacció.[6]
- La llei de Proust o llei de les proporcions definides, segons la qual si dos o més elements químics es combinen per formar un determinat compost químic, ho fan en una relació de masses invariable.[7]
- La teoria atòmica de Dalton que estableix que els àtoms d'un mateix element són tots iguals en massa, mida i en qualsevol altra propietat física o química; que els compostos químics estan formats per «àtoms de compost» (molècules), tots iguals entre si, és a dir, quan dos o més àtoms de diferents elements es combinen per formar un mateix compost ho fan sempre en proporcions de massa senzilles, definides i constants; i que a les reaccions químiques, els àtoms ni es creen ni es destrueixen, només canvien la seva distribució.[8]
- La llei dels volums de combinació de Gay-Lussac que estableix que els volums de totes les substàncies gasoses que intervenen en una reacció química estan entre si en una relació constant i molt senzilla de nombres enters.[6]
- La llei d'Avogadro que diu que si la temperatura i la pressió d'un gas són constants, el volum del gas és proporcional al nombre de molècules d'aquest.[6]
- La llei dels gasos ideals, segons la qual s'aproximen els càlculs estequiomètrics ometent les interaccions moleculars dels gasos involucrats.[9][10]
- La llei de conservació de la càrrega elèctrica.

## Ajustament d'equacions químiques

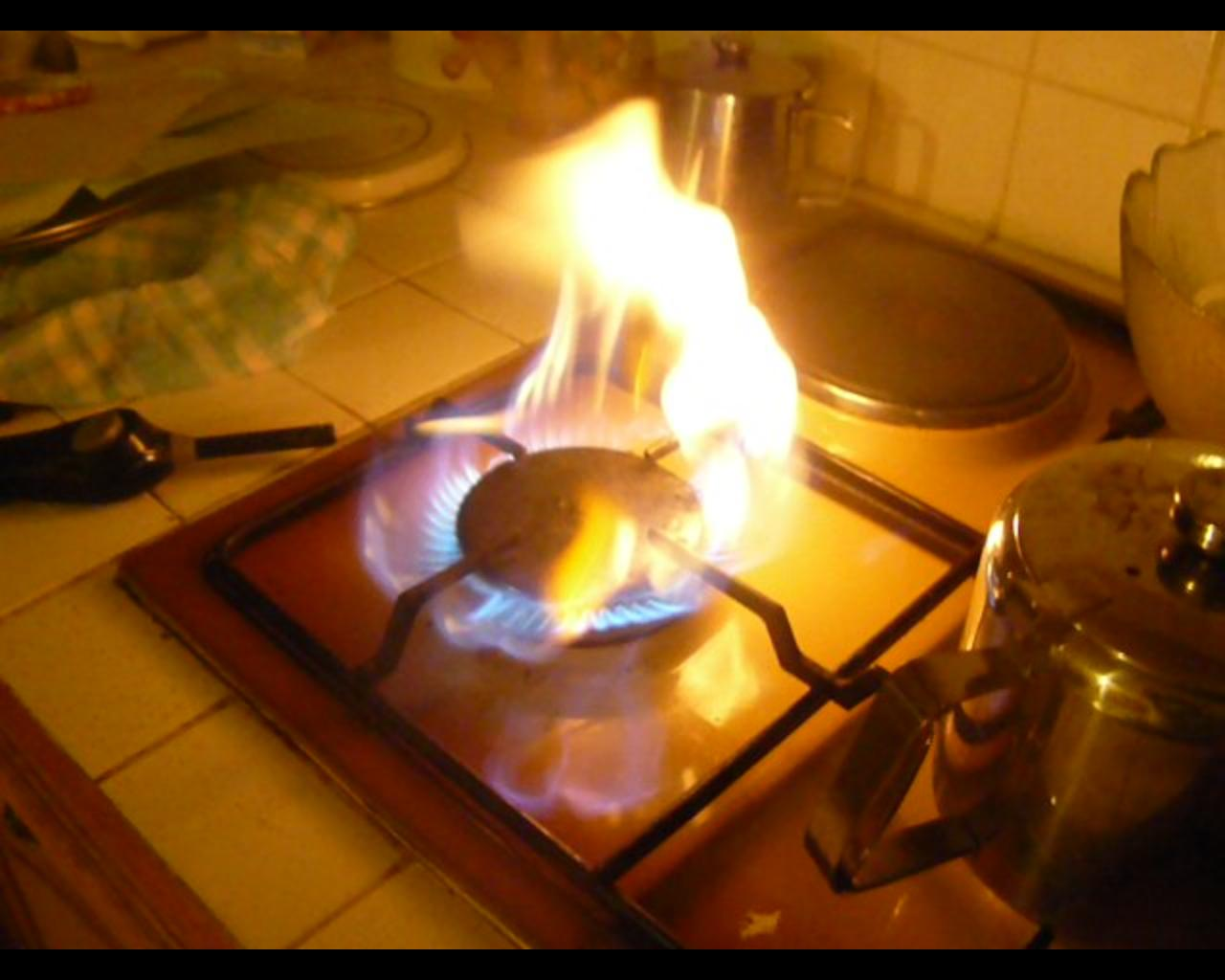
Combustió de butà.

Una equació química ajustada ha de reflectir el que passa realment en el curs de la reacció i, per tant, ha de respectar les lleis de conservació del nombre d'àtoms i de la càrrega total. Per a respectar aquestes regles es posa davant de cada espècie química un nombre anomenat coeficient estequiomètric, que indica la quantitat involucrada de cada element. Es pot considerar com el nombre de partícules molècules/àtoms/ions, mols o volums, és a dir la quantitat de matèria que es consumeix o es forma. Per exemple, ajustar la reacció de combustió del butà, implica determinar quins són els enters més baixos {\displaystyle a,b,c} i {\displaystyle d} de la següent equació química:
{\displaystyle {\ce {{\mathit {a}}\,C4H10\ +{\mathit {b}}\,O2->{\mathit {c}}\,CO2\ +{\mathit {d}}\,H2O}}}
Per determinar aquests coeficients s'han de plantejar equacions perquè els àtoms de cada element químic es conservin de reactius a productes. En el cas de la combustió del butà són:
- Carboni: {\displaystyle 4a=c}.
- Hidrogen: {\displaystyle 10a=2d}
- Oxigen: {\displaystyle 2b=2c+d}

De manera que hom té un sistema de tres equacions lineals homogènies amb quatre incògnites:
{\displaystyle \left\{{\begin{array}{rrrrr}4a&&-c&&=0\\10a&&&-2d&=0\\&2b&-2c&-d&=0\end{array}}\right.}
Aquests sistemes sovint es poden resoldre per tempteig de manera ràpida. En qualsevol cas sempre es pot resoldre com qualsevol altre sistema d'equacions. Hi ha una solució trivial {\textstyle a=b=c=d=0} que no té sentit químic, ja que implicaria que no hi ha ni reactius ni productes. Per a resoldre el sistema es pot restar a la tercera equació la primera multiplicada per 2 i la segona dividida per 2. S'obté un nou sistema que queda resolt en funció d'{\displaystyle a}:
{\displaystyle \left\{{\begin{array}{rrrrr}4a&&-c&&=0\\10a&&&-2d&=0\\-13a&2b&&&=0\end{array}}\right.\quad \quad \quad \quad \left\{{\begin{array}{l}c=4a\\d=5a\\b=13a/2\end{array}}\right.}
Per aconseguir els valors enters més baixos possibles s'ha de donar el valor {\displaystyle a=2} i s'obtenen els coeficients estequiomètrics:
{\displaystyle \left\{{\begin{array}{l}a=2\\b=13\\c=8\\d=10\end{array}}\right.}
I l'equació queda ajustada:
{\displaystyle {\ce {2 \, C4H10 \ + 13 \, O2 -> 8 \, CO2 \ + 10 \, H2O}}}Les reaccions d'oxidació-reducció s'han d'ajustar amb el mètode de l'ió-electró que assegura també que el nombre d'electrons que perd el reactiu que s'oxida és el mateix que guanya el reactiu que es redueix.

## Càlculs estequiomètrics

### Factors de conversió
Els càlculs estequiomètrics habitualment es realitzen emprant factors de conversió. El factor de conversió o factor unitat (mètode de l'enginyer anglès Arthur Clifford Walshaw de la unitat sense dimensions, en anglès unity bracket method) és un mètode de conversió que es basa a multiplicar una dada per una o diverses fraccions en les quals el numerador i el denominador són quantitats iguals expressades en unitats de mesura diferents, de tal manera, que cada fracció equival a una unitat adimensional. És un mètode molt efectiu per a canviar d'unitats i per a la resolució d'exercicis senzills deixant d'utilitzar la regla de tres. L'aplicació seqüencial de factors de conversió expressats com a fraccions i disposats de manera que qualsevol unitat dimensional que aparegui tant al numerador com al denominador de qualsevol de les fraccions es pugui cancel·lar fins que només s'obté el conjunt desitjat d'unitats dimensionals. Cada factor de conversió s'escull en funció de la relació entre una de les unitats originals i una de les unitats desitjades (o alguna unitat intermèdia), abans de reorganitzar-se per crear un factor que anul·li la unitat original. Per exemple, per passar 100 grams d'aigua a molècules d'aigua es fa així:
{\displaystyle N(H_{2}O)=\mathrm {100~{\cancel {g}}} \times {\frac {\mathrm {1~{\cancel {mol}}} }{\mathrm {18,02~{\cancel {g}}} }}\times {\frac {\mathrm {6,022\times 10^{23}~mol{\grave {e}}c.} }{\mathrm {1~{\cancel {mol}}} }}=\mathrm {3,34\times 10^{24}~mol{\grave {e}}c.~H_{2}O} }

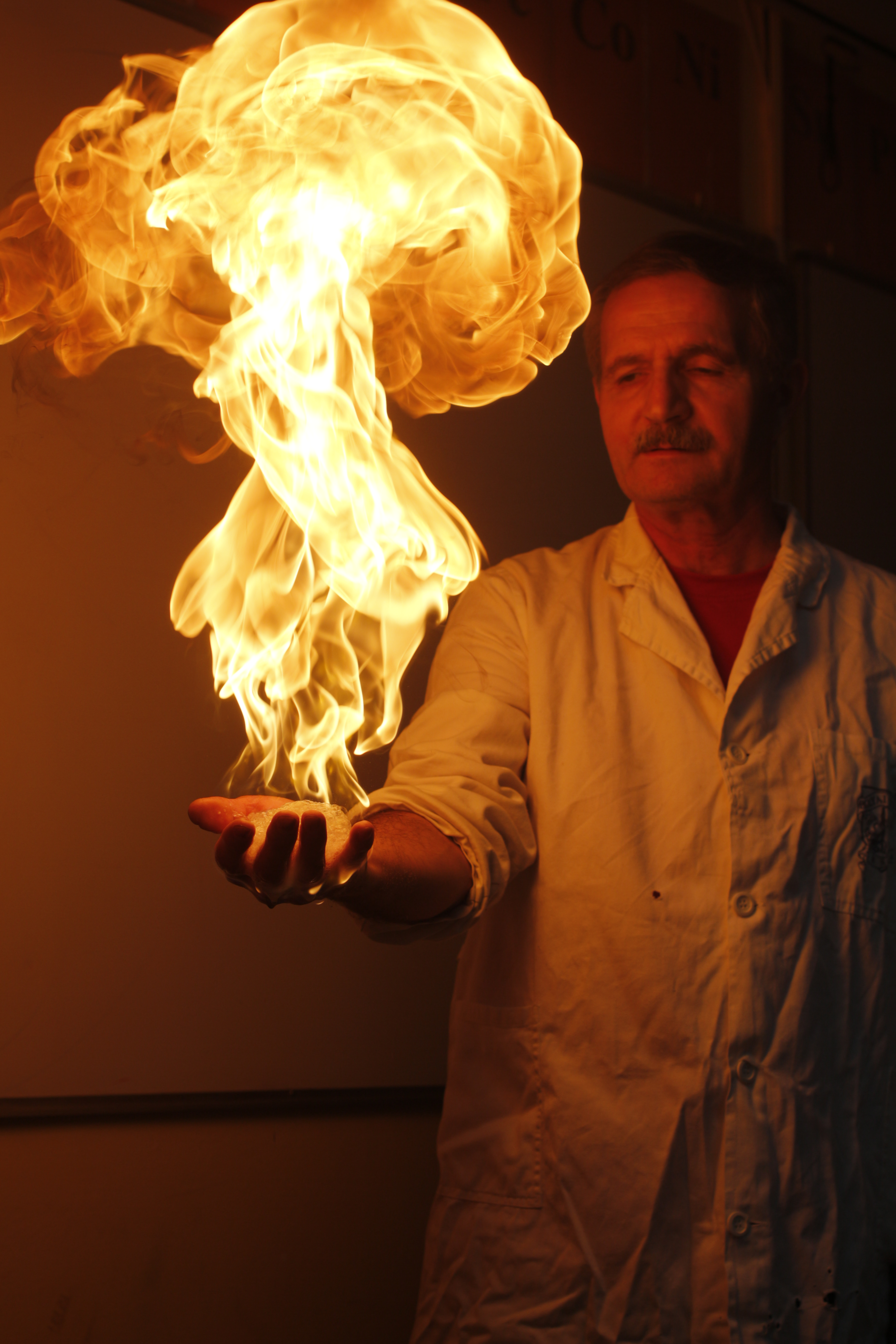
Reacció de combustió de butà i propà.

La primera fracció, o factor de conversió, duu al numerador 1 mol d'aigua que té una massa de 18,02 g (la massa molar) i que es posa al denominador per poder cancel·lar els grams amb els grams anteriors. La segona fracció duu al numerador la constant d'Avogadro, que és el nombre de partícules contingudes en 1 mol, que figura al denominador per poder cancel·lar-se amb el mol de la fracció anterior.

### Mètode dels càlculs estequiomètrics
El mètode emprat pels càlculs estequiomètrics és utilitzar els factors de conversió necessaris per transformar una dada inicial, habitualment en grams o en volum d'una dissolució o d'un gas, a mols d'un dels reactius o productes de la reacció estequiomètrica. Després s'aplica un factor de conversió per passar d'una substància a una altra amb els coeficients estequiomètrics. Finalment, es transformen els mols d'aquesta segona substància en grams, quilograms… o volum, aplicant els factors de conversió necessaris.
Per exemple si es vol calcular la massa en grams produïda de diòxid de carboni en cremar una tona de gas contingut en una bombona que té un 95 % de butà i impureses inerts, si el rendiment de la reacció de combustió completa del butà és del 90 %, i l'equació és:
{\displaystyle {\ce {2 \, C4H10 \ + 13 \, O2 -> 8 \, CO2 \ + 10 \, H2O}}}
es faria mitjançant els següents factors de conversió:
{\displaystyle m(CO_{2})=\mathrm {1~{\cancel {t~gas}}} \times {\frac {\mathrm {10^{6}{\cancel {g~gas}}} }{\mathrm {1{\cancel {t~gas}}} }}\times {\frac {\mathrm {95{\cancel {g~C_{4}H_{10}}}} }{\mathrm {100{\cancel {g~gas}}} }}\times {\frac {\mathrm {1{\cancel {mol~C_{4}H_{10}}}} }{\mathrm {58,1{\cancel {g~C_{4}H_{10}}}} }}\times {\frac {\mathrm {8{\cancel {mol~CO_{2}}}} }{\mathrm {2{\cancel {mol~C_{4}H_{10}}}} }}\times {\frac {\mathrm {44,0{\cancel {g~CO_{2}}}} }{\mathrm {1{\cancel {mol~CO_{2}}}} }}\times {\frac {\mathrm {90~g~CO_{2}} }{\mathrm {100{\cancel {g~CO_{2}}}} }}=\mathrm {2,59\times 10^{6}~g~CO_{2}} }